# Карузо, Дамиано
Дамиано Карузо (итал. Damiano Caruso, род. 12 октября 1987 в Рагузе, Италия) — итальянский профессиональный шоссейный велогонщик, выступающий c 2019 года за команду Мирового тура «Bahrain Victorious». В 2008 году выиграл Чемпионат Италии по шоссейному велоспорту среди молодёжи. Начал выступать как профессионал со второй половины сезона 2009 года, выступая за команду LPR Brakes-Farnese Vini. В октябре 2011 Национальный олимпийский комитет Италии отстранил Карузо от участия в гонках сроком на два года, связи с допинговым скандалом 2007 года. Наказание выдали задним числом и с февраля 2012 он смог выступать, но все гонки 2011 года были аннулированы.

## Выступления
2005
1-й — Tre Ciclistica Bresciana (юниоры)
2007
4-й — Giro della Toscana
4-й — Gran Premio Madonna delle Grazie
5-й — G.P. Chianti Castello Guicciardini di Poppiano
5-й — Trofeo Tempestini Ledo
8-й — Trofeo Gianfranco Bianchin
9-й — Trofeo Banca Popolare di Vicenza
2008
1-й  — Чемпионат Италии по шоссейному велоспорту U-23
2-й — Giro delle Valli Cuneesi nelle Alpi del Mare
2-й — Giro del Montalbano
3-й — Gran Premio Chianti Colline D'Elsa
3-й — Gran Premio Industria Commercio e Artigianato – Casini
3-й — Gran Premio Città di Saltino
4-й — Parma–La Spezia
4-й — La Ciociarissima
5-й — Bassano–Montegrappa
5-й — G.P. Chianti Castello Guicciardini di Poppiano
6-й — Giro Del Canavese – Trofeo Sportivi Valperghesi
9-й — Тур де л'Авенир
9-й — Trofeo Banca Popolare di Vicenza
2009
1-й — Giro Delle Pesche Nettarine Di Romagna
1-й — Trofeo Comune di Cafasse
1-й на этапе 2 — Girobio
3-й — G.P. Chianti Castello Guicciardini di Poppiano
4-й — Parma–La Spezia
4-й — Trofeo Banca Popolare Piva
4-й — Milano–Rapallo
5-й — Coppa Cicogna – G.P.Ristorante Pin-Rose
7-й — Gran Premio Pretola
8-й — Piccola Sanremo
9-й — Trofeo Mario Zanchi
9-й — Firenze–Empoli
2010
5-й — Giro di Sardegna
5-й — Джиро дель Аппеннино
7-й — Brixia Tour
7-й — Международная неделя Коппи и Бартали
10-й — Джиро дель Трентино
2011
4-й — Giro della Provincia di Reggio Calabria
 6-й — Гран-при города Камайоре
7-й — Кубок Японии
2012
3-й — Тур Британии
8-й — Гран-при Мигеля Индурайна
9-й — Джиро ди Тоскана
2013
1-й на этапе 5 — Settimana Internazionale di Coppi e Bartali
1-й  — Горная майка — Тур Пекина
3-й — Тур Альберты
2014
3-й — Тур Австрии
5-й — Settimana Internazionale di Coppi e Bartali
5-й — Три варезенские долины
6-й — Тур Словении
9-й — Вуэльта Испании
2015
1-й на этапе 9(ТТТ) Тур де Франс
8-й — Джиро д’Италия
9-й — Classic Sud-Ardèche
2016
1-й  Горная классификация Вуэльта Андалусии
1-й на этапе 1(ТТТ) - Тиррено — Адриатико
5-й — Тур Фьордов
2017
1-й на этапе 1(ТТТ) - Вуэльта Испании
1-й на этапе 1(ТТТ) - Тиррено — Адриатико
2-й - Тур Швейцарии
4-й - Чемпионат Италии в групповой гонке
9-й - Тур Прованса
2018
1-й на этапе 3(ТТТ) - Тур де Франс
2-й - Тиррено — Адриатико
1-й на этапе 1(ТТТ)
3-й  - Чемпионат мира — командная гонка
5-й - Критериум Дофине
5-й - Тур Германии
2021
2-й Джиро д’Италия

## Статистика выступлений наГранд Турах
| Гранд Тур | 2011 | 2012 | 2013 | 2014 | 2015 | 2016 | 2017 | 2018 |
| --------- | ---- | ---- | ---- | ---- | ---- | ---- | ---- | ---- |
| Джиро     | —    | 24   | 19   | —    | 8    | —    | —    | —    |
| Тур       | —    | —    | —    | —    | 53   | 22   | 11   | 20   |
| Вуэльта   | 74   | —    | —    | 9    | —    | —    | 109  | —    |